# Enrico Fermi-prisen
Enrico Fermi-prisen er en videnskabelig pris, der uddeles af USA's præsident til forskere af international status for deres forskningsresultater indenfor udvikling, brug eller produktion af energi. Prisen blev indstiftet i 1956 af United States Department of Energy (USA's energiministerium) til minde om den italiensk-amerikanske fysiker Enrico Fermi og hans arbejde med udvikling af atomkraft. Modtageren af prisen får 100.000 dollars, et certifikat underskrevet af præsidenten og energiministeren og en guldmedalje med et portræt af Enrico Fermi.

## Tidligere modtagere
- 1956 – John von Neumann
- 1957 – Ernest O. Lawrence
- 1958 – Eugene P. Wigner
- 1959 – Glenn T. Seaborg
- 1961 – Hans A. Bethe
- 1962 – Edward Teller
- 1963 – J. Robert Oppenheimer
- 1964 – Hyman G. Rickover
- 1966 – Lise Meitner; Otto Hahn; Fritz Strassmann
- 1968 – John A. Wheeler
- 1969 – Walter Zinn
- 1970 – Norris E. Bradbury
- 1971 – Shields Warren; Stafford L. Warren
- 1972 – Manson Benedict
- 1976 – William L. Russell
- 1978 – Wolfgang K. H. Panofsky;  Harold M. Agnew
- 1980 – Rudolf E. Peierls;  Alvin M. Weinberg
- 1981 – W. Bennett Lewis
- 1982 – Herbert L. Anderson; Seth Neddermeyer
- 1983 – Alexander Hollaender; John H. Lawrence
- 1984 – Robert R. Wilson; Georges Vendryes
- 1985 – Norman Rasmussen; Marshall Rosenbluth
- 1986 – Ernest Courant; M. Stanley Livingston
- 1987 – Luis Alvarez; Gerald F. Tape
- 1988 – Richard B. Setlow; Victor F. Weisskopf
- 1990 – George A. Cowan; Robley D. Evans
- 1992 – Harold Brown; John S. Foster, Jr.;  Leon M. Lederman
- 1993 – Liane B. Russell; Freeman Dyson
- 1995 – Ugo Fano;  Martin D. Kamen
- 1996 – Mortimer M. Elkind; H. Rodney Withers; Richard L. Garwin
- 1998 – Maurice Goldhaber; Michael E. Phelps
- 2000 – Sheldon Datz; Sidney D. Drell; Herbert F. York
- 2003 – John N. Bahcall; Raymond Davis Jr.; Seymour Sack
- 2005 – Arthur H. Rosenfeld
- 2009 – John B. Goodenough; Siegfried Hecker
- 2012 – Mildred Dresselhaus; Burton Richter[3]
- 2013 – Andrew Sessler; Allen J. Bard
- 2014 – Claudio Pellegrini; Charles V. Shank
- 2023 – Darleane C. Hoffman; Gabor A. Somorjai